# 箐门齿鱼属
箐门齿鱼属（学名：Qingmenodus）是一属史前肉鳍鱼。箐门齿鱼属的化石在中国被发现，年代可以追溯到早泥盆世。箐门齿鱼属展示了爪齿鱼科最早的骨化良好的颅骨耳枕。古生物学家认为，箐门齿鱼属是最古老的爪齿鱼科之一。

## 关系
在一个更大的肉鳍鱼系统发育分析研究中，对箐门齿鱼属化石的新研究，包括新的神经颅骨特征，支持将爪齿鱼目作为基干腔棘鱼类置于腔棘鱼纲中。